# Guazamara

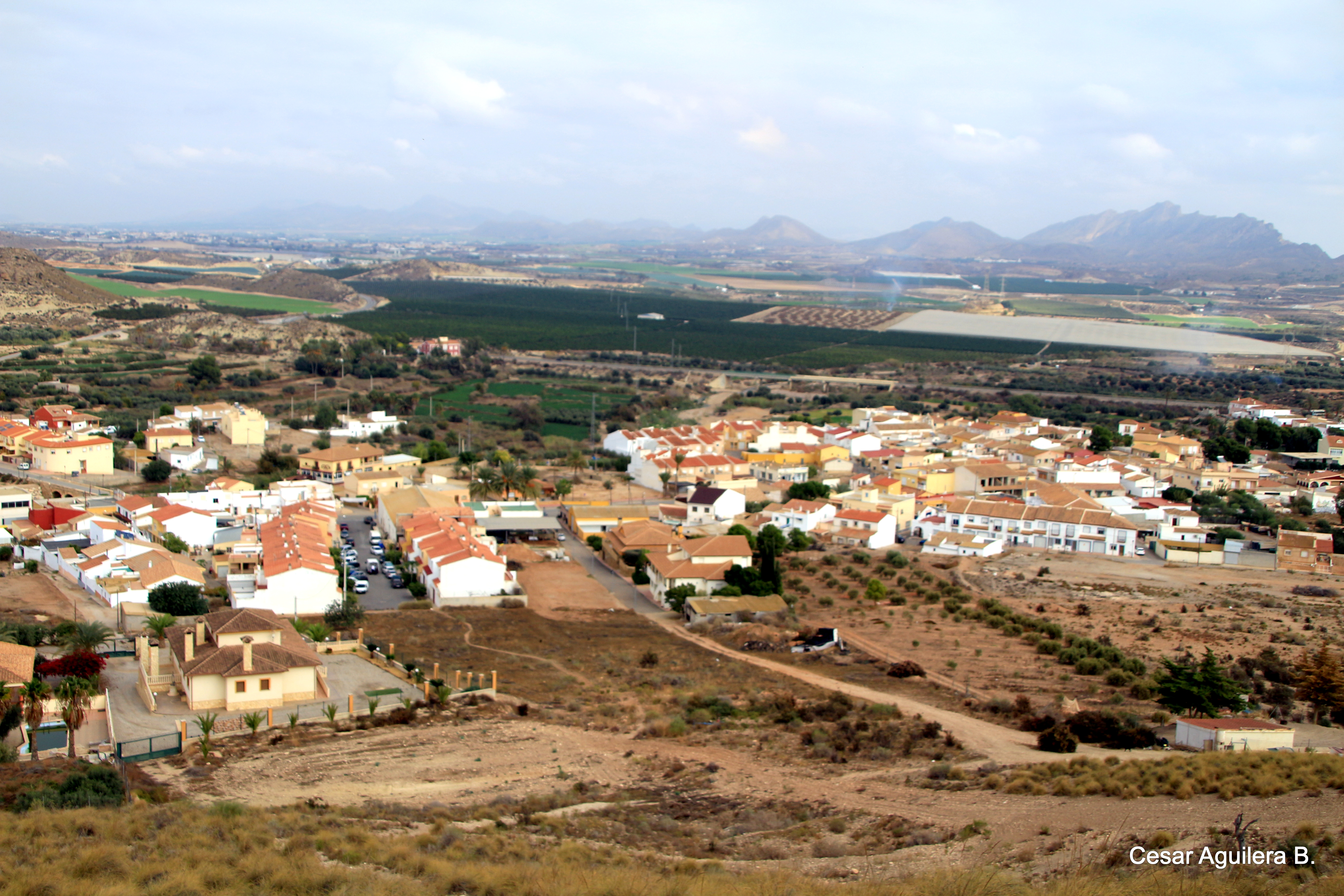
Guazamara

Guazamara es una localidad y pedanía española perteneciente al municipio de Cuevas del Almanzora, en la provincia de Almería. Está situada en la parte nororiental de la comarca del Levante Almeriense. Cerca de esta localidad se encuentran los núcleos de El Largo, Grima, Los Guiraos y Canalejas.

## Toponimia
El nombre de Guazamara deriva de la voz árabe wād al-ṯamara, que se podría traducir como el río del árbol frutal.

## Demografía
Según el Instituto Nacional de Estadística de España, en el año 2019 Guazamara contaba con 587 habitantes censados, lo que representa el 4,17% de la población total del municipio.

### Evolución de la población
| Gráfica de evolución demográfica de Guazamara entre 2009 y 2019 |
|                                                                 |
| Datos según el nomenclátor publicado por el INE.                |

## Comunicaciones

### Carreteras
Las principales vías de comunicación que transcurren junto a esta localidad son:
| Identificador | Denominación                             | Itinerario                     |
| ------------- | ---------------------------------------- | ------------------------------ |
| AP-7          | Autopista del Mediterráneo               | Cartagena - Vera               |
| A-1201        | De A-332 a Límite de la Región de Murcia | Los Lobos - Pozo de la Higuera |

Algunas distancias entre Guazamara y otras ciudades:
| Ciudades             | Distancia (km) |
| -------------------- | -------------- |
| Cuevas del Almanzora | 16             |
| Vera                 | 23             |
| Almería              | 104            |
| Murcia               | 117            |
| Granada              | 219            |

## Cultura

### Fiestas
Guazamara celebra sus fiestas patronales en torno al 7 de octubre en honor a la Virgen del Rosario, patrona de la localidad.
El 15 de mayo, día de San Isidro, también se realiza una romería junto con los vecinos de Los Guiraos.
Existe en Francia, en la ciudad de Tarbes (Altos Pirineos) una Peña andaluza Guazamara que fue creada en 1986 por habitantes oriundos de este pueblo,  exiliados en Francia.